# Sociedad Argentina de Psicoanálisis
La Sociedad Argentina de Psicoanálisis (SAP) es una institución dedicada a la formación de psicoanalistas y desarrolla además tareas de investigación. Integra la Federación Psicoanalítica de América Latina (Fepal) y es componente de la Asociación Psicoanalítica Internacional (IPA).

## Orígenes
La Sociedad Argentina de Psicoanálisis comenzó como Grupo de Estudio de la Asociación Psicoanalítica Internacional (IPA) en 1997. En 2001, fue reconocida como Sociedad Provisional en el Congreso de Niza y, en el Congreso de Nueva Orleans en marzo de 2004, como Sociedad Componente de la IPA. Es la tercera Sociedad con sede en Buenos Aires y la sexta en Argentina, afiliadas a la IPA.

## Historia
Un grupo de psicoanalistas de APdeBA (Asociación Psicoanalítica de Buenos Aires) y de APA (Asociación Psicoanalítica Argentina), junto a otros psicoanalistas líderes no pertenecientes a la IPA, decidieron en 1996, reunirse para organizar una nueva sociedad IPA en la ciudad de Buenos Aires. Los unían experiencias compartidas en la esfera psicoanalítica y fraterna, en el campo de la Salud Mental y en los compromisos asumidos a través de diferentes momentos de la realidad argentina. Varios de ellos había ocupado cargos directivos en las instituciones de las que provenían y otros habían participado en la fundación de instituciones vinculadas al psicoanálisis.
El proyecto de un nuevo modelo, no pretendía resultar ni contradictorio ni polémico ni opuesto a las sociedades existentes, se trataba de diseñar un perfil con algunas diferencias implicando un número mucho más limitado de miembros intentando posibilitar un intercambio personalizado, interno y con las instituciones existentes.
El proyecto se elevó en 1996 a IPA que otorgó el aval para  solicitar la constitución de una sociedad en Buenos Aires. En la misma época, comenzó a organizarse el Instituto de Formación al que  ingresaron en los dos primeros años dos grupos numerosos, para su formación psicoanalítica, de destacados profesionales muchos de los cuales tenían ya un importante nivel de formación universitaria. SAP cuenta con una población de 49 miembros y 16 analistas en formación y constituye una sociedad psicoanalítica reconocida con destacada participación tanto a nivel local como internacional.
Desarrolla, también, la formación de analistas a través de su Instituto de Formación y actividades abiertas al público como son sus actividades científicas, cursos de extensión y actividades culturales.

## La propuesta
Sostenido en las tradiciones del pensamiento freudiano, SAP ofrece una propuesta institucional que promueve el debate y la integración de diversos marcos de referencia psicoanalíticos e incorpora e intercambia aportes de otras disciplinas. La participación en organizaciones sociales, culturales y científicas, locales e internacionales es especialmente alentada desde esta concepción.

## La organización institucional
De acuerdo con los principios y objetivos propuestos, SAP opta por una forma de gobierno colegiado constituida por un Consejo Coordinador, que es responsable de la administración de la Institución. Está compuesto por los miembros que coordinan las siguientes áreas: Relaciones Exteriores - Presidente, Organización Interna - Secretario, Tesorería, Instituto de Formación, Actividades Científicas, Publicaciones y Biblioteca, Extensión, Comunicación, Cultura, Gestión Institucional, Prensa y Difusión.

## Actividad científica
La Actividad Científica se centra en temas teóricos y clínicos psicoanalíticos contextualizados desde un marco sociohistórico, cultural y científico.
Las actividades científicas tiene lugar con una frecuencia bimensual consisten en la presentación y debate de trabajos seleccionados por la Comisión Científica o la convocatoria de temas y figuras destacadas pertenecientes a distintas instituciones del campo del psicoanálisis e interdisciplinarias.
Se realizan actividades abiertas al público (Martes científicos - Simposio Anual) y actividades internas tales como Seminarios clínicos para candidatos y analistas; ateneos clínicos mensuales; formación permanente, grupos de investigación y estudio sobre autores psicoanalíticos y problemáticas teóricas, clínicas y técnicas y reuniones de candidatos con la presentación de sus trabajos producto de sus seminarios de capacitación. SAP ofrece, además un espacio de supervisión grupal para abordar la práctica privada e institucional, abarcando la clínica individual, grupal, con niños y adolescentes, con familias y parejas.

## Instituto de formación
El Instituto de Formación organiza su curricula tomando como eje el seminario denominado “Clínica Referenciada”. Este seminario es dictado a lo largo de todos los años de cursada por distintos docentes que transmiten su propia experiencia teórico-clínica. Esta propuesta parte del reconocimiento de que la clínica contemporánea necesita  ser examinada en sus núcleos conceptuales fundamentales y en sus variantes y cambios. Completan la curricula seminarios sobre esquemas post-freudianos vinculados a la clínica y a la psicopatología contemporánea y el campo de la investigación, a la psicoterapia psicoanalítica y su articulación con el psicoanálisis tradicional o cura típica. Seminarios sobre autores y escuelas vigentes y Psicoanálisis de Niños y Adolescentes.
La educación del analista, eje fundamental de todas las sociedades psicoanalíticas, encuentra en SAP un lugar privilegiado. La formación psicoanalítica se basa en tres premisas fundamentales
1- Sólo en un marco de libertad de pensamiento y principios éticos claros pueden formarse analistas. Estas son condiciones necesarias para evitar el dogmatismo y albergar incertidumbres productivas.
2- La educación como valor se basa en la participación emocional de los psicoanalistas con la práctica clínica y teórica. De este requisito surge el compromiso con las personas que sufren, la preocupación por los procesos de curación, el cuidado y la profundidad de las intervenciones.
3- La calidad del psicoanálisis personal y la participación institucional apoyan la función psicoanalítica.
El Instituto implementa el trípode tradicional: análisis de capacitación, supervisión clínica y seminarios teóricos. Guías y coloquios tutoriales se agregan como características institucionales específicas. Todas estas actividades se llevan a cabo simultáneamente.

## Publicaciones y biblioteca
La Biblioteca de SAP, con un bibliotecario a cargo, tiene una colección compuesta por aproximadamente 3000 libros y 200 títulos en serie y se desarrolla a través de adquisiciones, intercambios interinstitucionales y obsequios.
La Revista de SAP, Revista de la Sociedad Argentina de Psicoanálisis, se publicó por primera vez en 1997 y la edición número 21 está en proceso de edición. Después de ser evaluado por BIREME, la revista se incluyó en la base de datos LILACS. Ser aceptado en este índice implica el reconocimiento del estado científico y aumenta su acceso y visibilidad.

## Nueva sede
Luego de 20 años de permanencia en una casona en el Barrio de Belgrano, en agosto de 2018, SAP se mudó a la nueva sede de Virrey Olaguer y Feliú 2462. 8ºA.